# Tupaciguara
Tupaciguara is een gemeente in de Braziliaanse deelstaat Minas Gerais. De gemeente telt 23.841 inwoners (schatting 2009).

## Verkeer en vervoer
De plaats ligt aan de wegen BR-452 en MG-223.